# Sony E-mount
La montura Sony E es una montura de objetivo desarrollada por Sony Alpha a partir de 2010 para la gama de cámaras vídeo y de cámaras fotográficas híbridas NEX y ILCE. Las primeras cámaras en ser equipadas fueron las Sony NEX-3 y 5, seguidas por las cámaras serie NEX-VG 10/20/30. Esta montura tiene una distancia de registro de 18 mm (idéntica a la montura Canon EF-M) y un diámetro interno de 46,1 mm (contra 47 mm para la montura Canon EF-M).
Sony publicó las especificaciones de su montura el 8 de febrero de 2011, permitiendo el desarrollo de objetivos por otros fabricantes. 

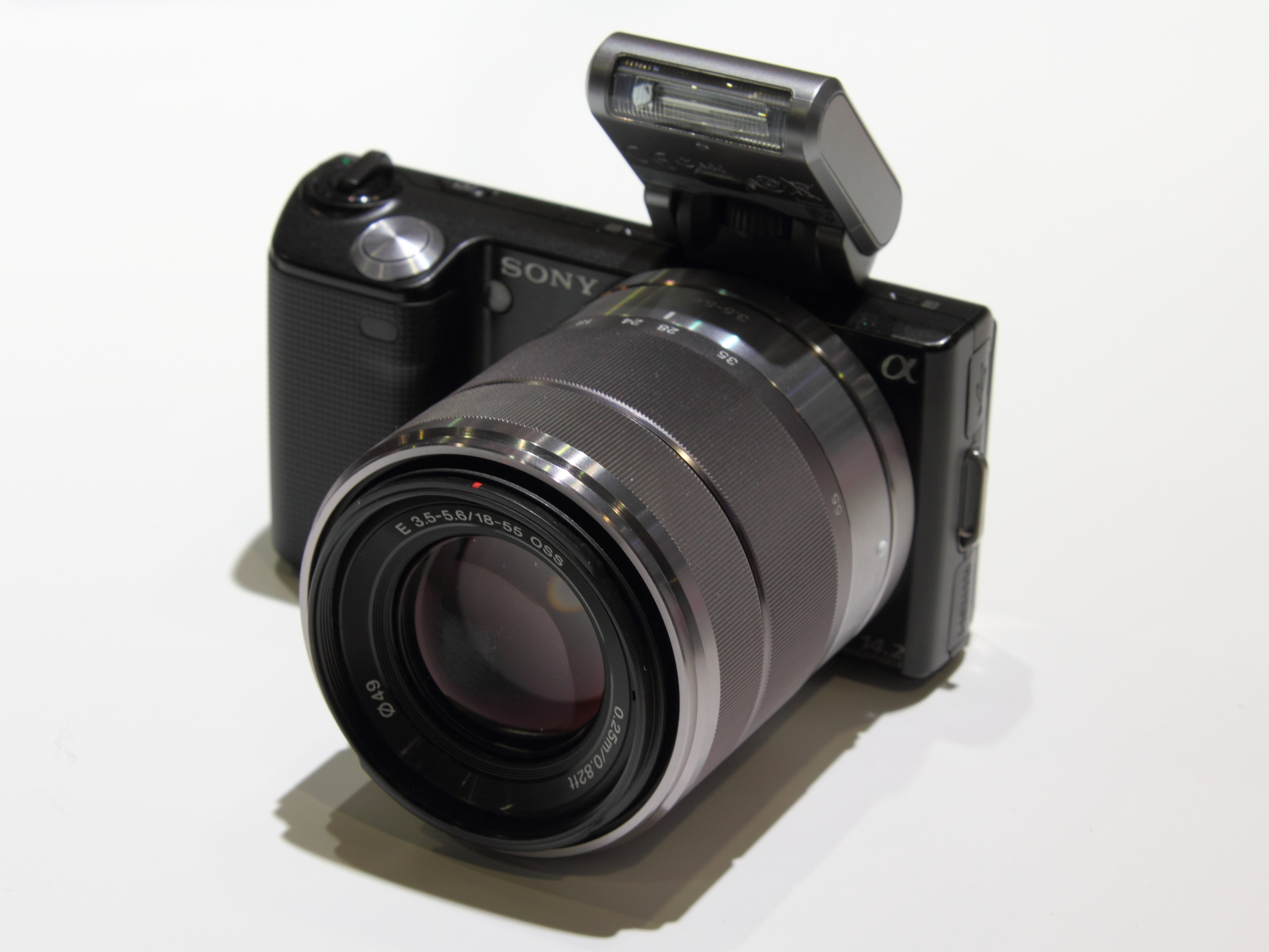
Sony NEX-5.
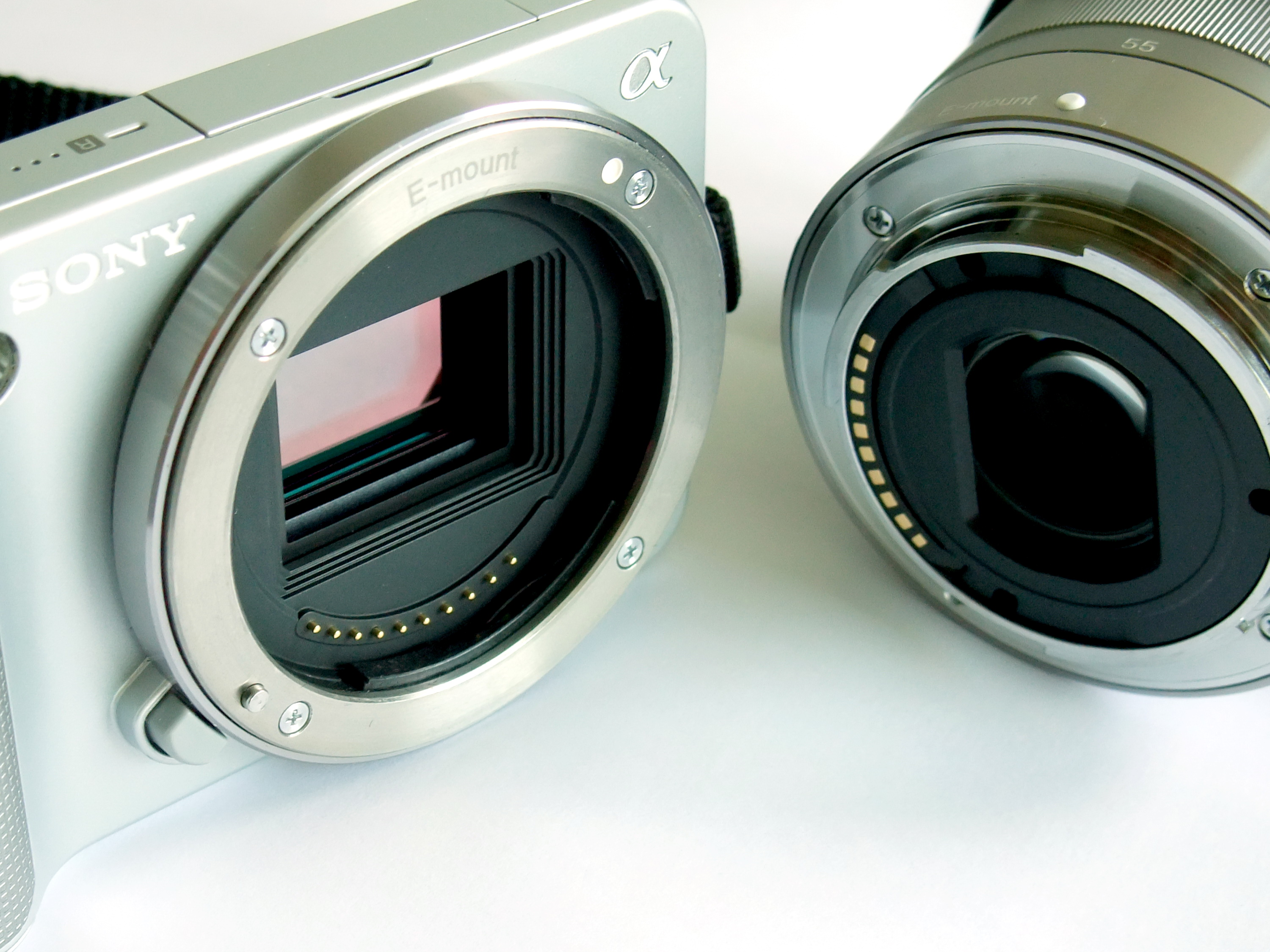
Conectores.
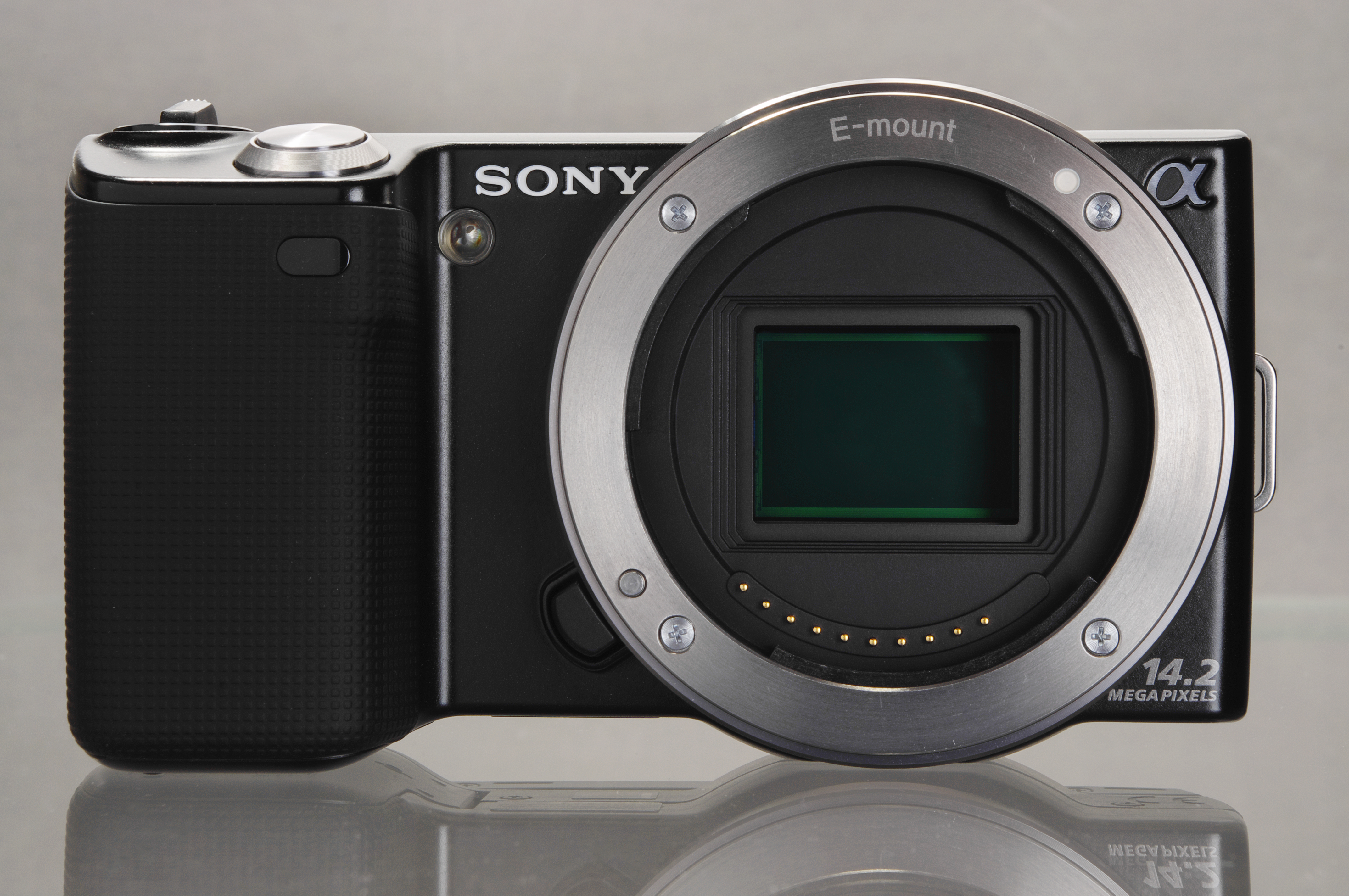
Vista frontal de la montura.

## Cámaras

### Cámaras fotográficas
| Gama NEX y ILCE (aparato fotográfico híbrido) |                         |              |                      |                  |         |      |             |                       |
| NEX-3                                         | CX75210                 | Alpha (α)    | APS-C (1,5×)         | CMOS Exmor       | 14,2 MP | 5    | debutante   | junio de 2010         |
| NEX-5                                         | CX75110 CX75121 CX75141 | Alpha (α)    | APS-C (1,5×)         | CMOS Exmor       | 14,2 MP | 5    | amateur     | junio de 2010         |
| NEX‑C3                                        | CX75400 CX75420         | Alpha (α)    | APS-C (1,5×)         | CMOS Exmor-HD    | 16,1 MP | 2    | debutante   | agosto de 2011        |
| NEX-5N                                        | CX75500 CX75520         | Alpha (α)    | APS-C (1,5×)         | CMOS Exmor-HD    | 16,1 MP | 1.02 | amateur     | septiembre de 2011    |
| NEX-7                                         | CX75600 CX75620         | Alpha (α)    | APS-C (1,5×)         | CMOS Exmor-HD    | 24,3 MP | 1.03 | semi-pro    | noviembre de 2011     |
| NEX-F3                                        | CX75700                 | Alpha (α)    | APS-C (1,5×)         | CMOS Exmor-HD    | 16,1 MP | 1.01 | debutante   | junio de 2012         |
| NEX-5R                                        | CX75820                 | Alpha (α)    | APS-C (1,5×)         | CMOS Exmor-HD    | 16,1 MP | 1.03 | amateur     | septiembre de 2012    |
| NEX-6                                         | CX76060                 | Alpha (α)    | APS-C (1,5×)         | CMOS Exmor-HD    | 16,1 MP | 1.03 | experto     | septiembre de 2012    |
| Lunar                                         |                         | Hasselblad   | APS-C (1,5×)         | CMOS Exmor-HD    | 24,3 MP | 1.03 | profesional | septiembre de 2012    |
| NEX-3N                                        | CX76200                 | Alpha (α)    | APS-C (1,5×)         | CMOS Exmor-HD    | 16,1 MP | 1.0  | debutante   | marzo de 2013         |
| NEX-5T                                        | CX76500                 | Alpha (α)    | APS-C (1,5×)         | CMOS Exmor-HD    | 16,1 MP | 1.03 | amateur     | septiembre de 2013    |
| α 3000                                        | CX76400                 | Alpha (α)    | APS-C (1,5×)         | CMOS Exmor-HD    | 20,1 MP | 1.0  | debutante   | septiembre de 2013 () |
| α 7                                           | CX77800                 | Alpha (α)    | Pleno formato (1,0×) | CMOS Exmor-HD    | 24,3 MP | 2.0  | semi-pro    | noviembre de 2013     |
| α 7R                                          | CX77900                 | Alpha (α)    | Pleno formato (1,0×) | CMOS Exmor-HD    | 36,4 MP | 2.0  | profesional | noviembre de 2013     |
| α 5000                                        | CX77300, CX77361        | Alpha (α)    | APS-C (1,5×)         | CMOS Exmor-HD    | 20,1 MP | 1.10 | debutante   | marzo de 2014         |
| α 6000                                        | CX77500                 | Alpha (α)    | APS-C (1,5×)         | CMOS Exmor-HD    | 24,3 MP | 2.0  | experto     | abril de 2014         |
| α 3500                                        | CX77100                 | Alpha (α)    | APS-C (1,5×)         | CMOS Exmor-HD    | 20,1 MP | 1.0  | debutante   | abril de 2014 (*)     |
| α 7S                                          | CX78500                 | Alpha (α)    | Pleno formato (1,0×) | CMOS Exmor-HD    | 12,2 MP | 2.0  | profesional | julio de 2014         |
| α 5100                                        | CX78300                 | Alpha (α)    | APS-C (1,5×)         | CMOS Exmor-HD    | 24,3 MP | 1.10 | amateur     | septiembre de 2014    |
| QX1                                           | ILCEQX1LB               | Smart Lens α | APS-C (1,5×)         | CMOS Exmor-HD    | 20,1 MP | 1.0  | debutante   | octubre de 2014       |
| α 7 II                                        | ILCE-7M2                | Alpha (α)    | Pleno formato (1,0×) | CMOS Exmor-HD    | 24,3 MP | 1.0  | semi-pro    | enero de 2015         |
| α 7R II                                       | ILCE-7RM2               | Alpha (α)    | Pleno formato (1,0×) | CMOS BSI Exmor-R | 42,4 MP | 1.0  | profesional | agosto de 2015        |
| Lusso                                         |                         | Hasselblad   | Pleno formato (1,0×) | CMOS Exmor-HD    | 36,4 MP | 1.0  | profesional | agosto de 2015        |
| α 7S II                                       | ILCE-7SM2               | Alpha (α)    | Pleno formato (1,0×) | CMOS Exmor-HD    | 12,2 MP | 1.0  | profesional | noviembre de 2015     |
| α 6300                                        | ILCE-6300               | Alpha (α)    | APS-C (1,5×)         | CMOS Exmor-HD    | 24,3 MP | 1.0  | experto     | marzo de 2016         |
| α 6500                                        | ILCE-6500               | Alpha (α)    | APS-C (1,5×)         | CMOS Exmor-HD    | 24,3 MP | 1.0  | semi-pro    | noviembre de 2016     |
| α 9                                           | ILCE-9                  | Alpha (α)    | Pleno formato (1,0×) | CMOS Exmor-RS    | 24,2 MP | 1.0  | profesional | julio de 2017         |
| α 7R III                                      | ILCE-7RM3               | Alpha (α)    | Pleno formato (1,0×) | CMOS BSI Exmor-R | 42,4 MP | 1.0  | profesional | noviembre de 2017     |
| α 7 III                                       | ILCE-7M3                | Alpha (α)    | Pleno formato (1,0×) | CMOS BSI Exmor-R | 24,3 MP | 1.0  | semi-pro    | abril de 2018         |

| Disponibilidad                                                             |
| -------------------------------------------------------------------------- |
| Futura                                                                     |
| Actual                                                                     |
| Antigua                                                                    |
| Excepciones :() Fuera de Japón () Fuera de Europa y América (salvo México) |

### Cámaras de Vídeo
| Cámaras Vídeo |                                |                                |                         |                        |                    |
| NEX-VG10      | CX36000, CX36001               | APS-C, 23.4×15.6mm (1.5×)      | CMOS, Exmor HD, 14.2 MP | 2010-05-11, 2010-07-14 | Septiembre de 2010 |
| NEX-VG20      | APS-C, 23.4×15.6mm (1.5×)      | CMOS, Exmor HD, 16.1 MP        | 2011-08-24              | Noviembre de 2011      |                    |
| NEX-FS100     | Súper-35mm, 23.6×13.3mm (1.6×) | CMOS, Exmor HD, 3.5 MP         | 2010-11-17, 2011-03-23  | Julio de 2011          |                    |
| NEX-FS700     | súper 35, (ca. 1×)             | CMOS, Exmor, 4K-ready, 11.6 MP | 2012-04-02              | Junio de 2012          |                    |
| NEX-EA50      | APS-C, (ca. 1.5×)              | CMOS, Exmor HD, 16.1 MP        | 2012-08-17              | Octubre de 2012        |                    |
| NEX-VG900     | Súper-35mm, (ca. 1.6×)         | CMOS, Exmor HD, 16.1 MP        | 2012-08-17              | Octubre de 2012        |                    |
| NEX-VG30      | APS-C, (ca. 1.5×)              | CMOS, Exmor HD, 16.1 MP        | 2012-08-17              | Octubre de 2012        |                    |
| PXW-FS7       | Súper 35, (ca. 1×)             | CMOS, Exmor, 4K-ready, 11.6 MP | 2014-09-12              | Febrero de 2015        |                    |
| PXW-FS7 II    | Súper 35, (ca. 1×)             | CMOS, Exmor, 4K-ready, 11.6 MP | 2016-09-11              | Enero de 2017          |                    |

## Objetivos

### Desarrollo
En 2012, 4 objetivos a focale fijo, 5 zums y dos convertisseurs de focale eran disponibles sobre el mercado. En 2014, la gama se ha forrado y cuenta más veinte objetivos construidos por Sony y Zeiss.

### Terceros fabricantes
Una treintena otra objetivos están comercializados o anunciados por constructores tercios como Tamron, Sigma, Samyang, Voigtländer o todavía Tokina, pero también por Zeiss (las series Touit, Batis, Otus y Loxia no son  codesarrolladas con Sony pero son compatibles con la montura y las tres últimas cubren el lleno-formato).

### Gama
En 2017, la gama cuenta 31 objetivos (12 focales fijos y 19 zums) a los cuales se añaden ocho convertisseurs ópticos. Los focales cubiertas van de 10 a 400 mm sin convertisseur y se prolongan hasta 800 400 mm con los convertisseurs.
| Abreviatura           | Modelo                                            | Código VX | Diamètre     | Peso  | (parada) [en curso] |
| --------------------- | ------------------------------------------------- | --------- | ------------ | ----- | ------------------- |
| Focales fijos         |                                                   |           |              |       |                     |
| SAL-16F28             | Sony E 2.8/16 mm                                  | VX9100    | 49 mm        | 67 g  | 2010                |
| SAL-20F28             | Sony E 2.8/20 mm                                  | 49 mm     | 69 g         | 2013  |                     |
| SAL-?Z                | Sonnar T* FE gran ángulo                          | anunciado |              |       |                     |
| SAL-24F18Z            | Sony Carl Zeiss Sonnar T* E 1.8/24 mm             | 49 mm     | 225 g        | 2011  |                     |
| SAL-30M35             | Sony E 3.5/30 mm Macro                            | VX9104    | 49 mm (hood) | 138 g | 2011                |
| SAL-35F18             | Sony E 1.8/35 mm OSS                              | 49 mm     | 155 g        | 2012  |                     |
| SAL-35F28Z            | Sonnar T* FE 2.8/35 mm ZA                         | 49 mm     | 120 g        | 2013  |                     |
| SAL-50F18             | Sony E 1.8/50 mm OSS                              | 49 mm     | 202 g        | 2011  |                     |
| SAL-50F18F            | Sony E 1.8/50 mm OSS FE                           | 2016      |              |       |                     |
| SAL-55F18Z            | Sonnar T* FE 1.8/55 mm ZA                         | 49 mm     | 2014         |       |                     |
| SAL-85GM              | Sony 85G Máster FE 2.8/85 mm SSM                  | 820 g     | 2016         |       |                     |
| SAL-90F28G            | Sony G FE 2.8/90 mm macro                         | 2015      |              |       |                     |
| Zooms                 |                                                   |           |              |       |                     |
| SAL-1018              | Sony E 4.0/10-18 mm OSS                           | 62 mm     | 225g         | 2012  |                     |
| SAL-1635Z             | Sonnar T* FE 4.0/16-35 mm OSS                     | 2015      |              |       |                     |
| SAL-P1650             | Sony E 3.5-5.6/16-50 mm OSS                       | VX9109    | 40.5 mm      | 116 g | 2013                |
| SAL-1670Z             | Sony Zeiss Vario-Tessar T* E 4.0/16-70 mm         | VX9107    | 55 mm        | 308 g | 2013                |
| SAL-1850              | Sony E 4-5.6/18-50 mm                             | 55 mm     | 2014 (*)     |       |                     |
| SAL-1855              | Sony E 3.5-5.6/18-55 mm OSS                       | VX9101    | 49 mm        | 194 g | 2010                |
| SAL-18200             | Sony E 3.5-6.3/18-200 mm OSS                      | VX9103    | 67 mm        | 524 g | 2010                |
| SAL-18200L            | Sony E 3.5-6.3/18-200 mm OSS L                    | VX9113    | 62 mm        | 460 g | 2012                |
| SAL-18200PZ           | Sony E PZ 3.5-6.3/18-200 mm OSS                   | VX9123    | 67 mm        | 649 g | 2012                |
| SAL-2470Z             | Sony Zeiss Vario-Tessar T* FE 4.0/24-70 mm        | 67 mm     | 430 g        | 2014  |                     |
| SAL-2470GM            | Sony G Máster FE 2.8/24-70 mm                     | 900 g     | 2016         |       |                     |
| SAL-24240             | Sony FE 3.5-6.3/24-240 mm OSS                     | 2015      |              |       |                     |
| SAL-2870              | Sony E 3.5-6.3/28-70 mm OSS                       | 55 mm     | 295 g        | 2013  |                     |
| SAL-P28135G           | Sony FE G 4/28-135 mm OSS                         | 2014      |              |       |                     |
| SAL-55210             | Sony E 4.5-6.3/55-210 mm OSS                      | VX9102    | 49 mm        | 345 g | 2011                |
| SAL-70200G            | Sony G FE 4/70-200 mm OSS                         | 49 mm     | 840 g        | 2014  |                     |
| SAL-70200GM           | Sony G Máster FE 2.8/70-200 mm OSS                | 77 mm     | 1,5 kg       | 2016  |                     |
| SAL-70300G            | Sony G FE /4.5-5.6/70-300 mm OSS                  | 2016      |              |       |                     |
| SAL-100400GM          | Sony GM FE /4.5-5.6/100-400 mm OSS                | 2017      |              |       |                     |
| Convertidores de foco |                                                   |           |              |       |                     |
| VCL-ECF1              | Fisheye Converter 0.62x (equivalen 10 mm)         | VX9191    | 150 g        | 2010  |                     |
| VCL-ECF2              | Fisheye Converter 0.62x (equivalen 10 mm)         | 2015      |              |       |                     |
| SAL-057FEC            | Fisheye (FE) Converter 0.57x (equivalen 10 mm)    | 2015      |              |       |                     |
| VCL-ECU1              | Ultra Wide Converter 0.75x (equivalen 12 mm)      | VX9192    | 125 g        | 2010  |                     |
| VCL-ECU2              | Ultra Wide Converter 0.75x (equivalen 12 mm)      | 2015      |              |       |                     |
| SAL-075UWC            | Ultra Wide (FE) Converter 0.75x (equivalen 12 mm) | 2015      |              |       |                     |
| SEL14TC               | Convertisseur óptico 1,4x                         | 2016      |              |       |                     |
| SEL20TC               | Convertisseur óptico 2x                           | 2016      |              |       |                     |

## Adaptadores

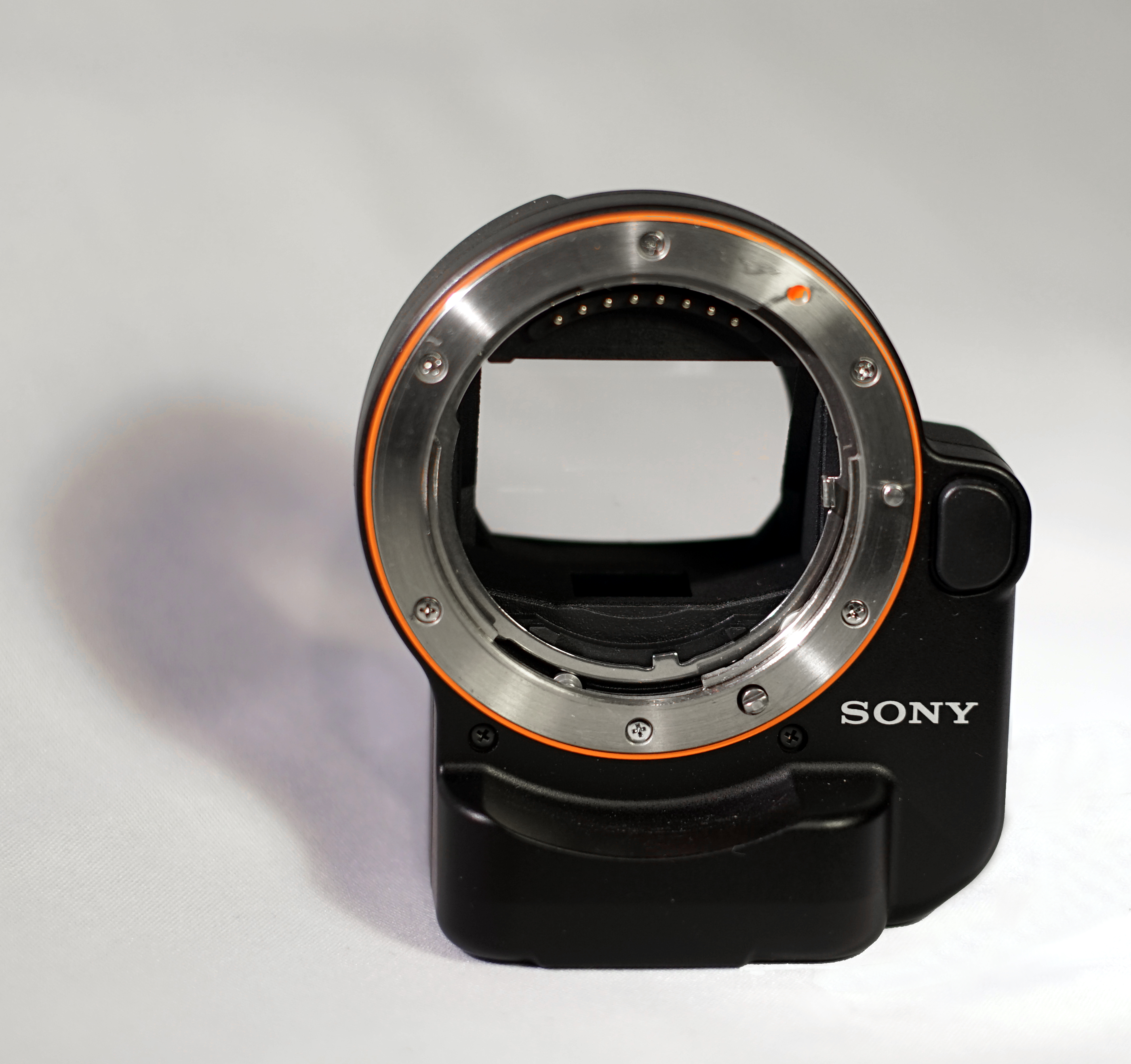
Adaptador Sony LA-EA4.

La pequeña distancia de registro de la montura (18 mm) permite montar un gran número de objetivos de terceros sin perder el enfoque infinito, vía un anillo adaptador. Los objetivos Sony A y Minolta AF pueden montarse sin pérdida de los ajustes automáticos con ayuda de uno de los anillos adaptadores vendidos por Sony, LA-EAx (1 a 4). En las demás marcas, solo los objetivos totalmente manuales permiten conservar todos los ajustes. El montaje de objetivos automáticos de terceros es igualmente posible mediante un apresamiento de vista a llena abertura y en puesta a punto manual.